# Philonthus sagittarius
Philonthus sagittarius – gatunek chrząszcza z rodziny kusakowatych i podrodziny Staphylininae.
Gatunek ten został opisany w 2013 roku przez Lubomíra Hromádkę na podstawie 9 okazów odłowionych w 1971 roku.
Chrząszcz o ciele długości od 12,4 do 13,1 mm, ubarwionym czarno z mosiężnym połyskiem na pokrywach, żółtobrązową nasadą drugiego członu czułek. Odnóża czarnobrązowe z brązowożółtymi stopami. Głowa wyraźnie, a pokrywy nieco szersze niż dłuższe. Oczy krótsze od skroni, a pomiędzy nimi trzy grube punkty. W grzbietowych rządkach przedplecza po cztery punkty. Odległości pomiędzy punktami na pokrywach nieco większe od ich średnicy.
Owad afrotropikalny, znany wyłącznie z Etiopii.